# Andrea Iannone

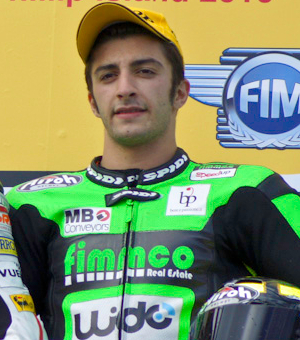
Andrea Iannone op het Phillip Island Grand Prix Circuit in 2010.

Andrea Iannone (Vasto, 9 augustus 1989) is een Italiaans motorcoureur.

## Carrière
Iannone maakte in 2005 zijn debuut in de 125cc-klasse van het wereldkampioenschap wegrace op een Aprilia. In zijn eerste drie seizoenen eindigde hij nooit hoger dan negende, maar tijdens de Grand Prix van China in 2008 behaalde hij zijn eerste overwinning. Later dat jaar stond hij in Maleisië ook voor het eerst op pole position, maar wist deze niet te verzilveren. In 2009 won hij de Grands Prix van Qatar, Japan en Catalonië, maar zakte hierna weg in het kampioenschap, wat hij uiteindelijk als zevende afsloot.
In 2010 stapte Iannone over naar de nieuwe Moto2-klasse op een Speed Up. Hij wist hier zijn vierde race in Italië al te winnen. Na overwinningen in de TT van Assen en Aragón eindigde hij achter Toni Elías en Julián Simón als derde in het kampioenschap. In 2011 stapte hij over naar een Suter en won de races in Spanje, Tsjechië en Japan en eindigde achter Stefan Bradl en Marc Márquez opnieuw als derde in het kampioenschap. In 2012 keerde hij terug naar een Speed Up en won de races in Catalonië en Italië, waardoor hij achter Márquez en Pol Espargaró weer als derde in het kampioenschap.
Door zijn prestaties verdiende Iannone in 2013 een overstap naar de MotoGP, waar hij op een Ducati uitkomt. Na twee jaar en enkele vijfde plaatsen als beste resultaat maakte hij in 2015 de overstap naar het fabrieksteam van Ducati, waar hij naast Andrea Dovizioso rijdt. In zijn eerste race in Qatar stond hij al op het podium en in Italië behaalde hij zijn eerste pole position, maar moest Jorge Lorenzo uiteindelijk voor zich dulden. In 2016 won hij zijn eerste MotoGP-race in Oostenrijk.
In 2017 en 2018 reed hij voor het fabrieksteam van Suzuki, voordat hij in 2019 overstapte naar het fabrieksteam van Aprilia. In december 2019 werd hij voorwaardelijk geschorst vanwege dopinggebruik. Tevens werd hij gediskwalificeerd uit de laatste twee races van het seizoen. In maart 2020 kreeg hij met terugwerkende kracht een schorsing van 18 maanden. Aprilia behield hem wel als coureur, alhoewel hij tijdens het seizoen 2020 achtereenvolgens werd vervangen door Bradley Smith en Lorenzo Savadori. Op 10 november 2020 verloor Iannone zijn beroep en werd hij met terugwerkende kracht voor vier jaar geschorst.
In 2024 keerde Iannone terug in de motorsport in het wereldkampioenschap superbike, waarin hij op een Ducati reed. In zijn eerste race op Phillip Island eindigde hij direct op het podium. In de rest van het seizoen stond hij nog viermaal op het podium, waaronder bij zijn eerste overwinning op Aragón. Met 232 punten werd hij zevende in de eindstand. Aan het eind van het jaar keerde hij terug in de MotoGP als vervanger van de geopereerde Fabio Di Giannantonio bij het Pertamina Enduro VR46 Racing Team tijdens de Grand Prix van Maleisië.

## Statistieken

### Grand Prix

#### Per seizoen
| Seizoen | Klasse | Motor    | Team                                 | Races | Winst | Podiums | Poles | SR | Ptn    | Pos |
| ------- | ------ | -------- | ------------------------------------ | ----- | ----- | ------- | ----- | -- | ------ | --- |
| 2005    | 125cc  | Aprilia  | Abruzzo Racing Team                  | 16    | 0     | 0       | 0     | 0  | 20     | 20e |
| 2006    | 125cc  | Aprilia  | TicinoHosting Campetella Junior Team | 11    | 0     | 0       | 0     | 0  | 15     | 22e |
| 2007    | 125cc  | Aprilia  | WTR Blauer USA                       | 17    | 0     | 0       | 0     | 0  | 26     | 20e |
| 2008    | 125cc  | Aprilia  | I.C. Team                            | 17    | 1     | 1       | 1     | 0  | 106    | 10e |
| 2009    | 125cc  | Aprilia  | Ongetta Team I.S.P.A                 | 16    | 3     | 4       | 2     | 1  | 125,5  | 7e  |
| 2010    | Moto2  | Speed Up | Fimco Speed Up                       | 17    | 3     | 8       | 5     | 6  | 199    | 3e  |
| 2011    | Moto2  | Suter    | Speed Master                         | 17    | 3     | 6       | 0     | 7  | 177    | 3e  |
| 2012    | Moto2  | Speed Up | Speed Master                         | 17    | 2     | 5       | 0     | 0  | 194    | 3e  |
| 2013    | MotoGP | Ducati   | Pramac Racing                        | 16    | 0     | 0       | 0     | 0  | 57     | 12e |
| 2014    | MotoGP | Ducati   | Pramac Racing                        | 17    | 0     | 0       | 0     | 0  | 102    | 10e |
| 2015    | MotoGP | Ducati   | Ducati Team                          | 18    | 0     | 3       | 1     | 1  | 188    | 5e  |
| 2016    | MotoGP | Ducati   | Ducati Team                          | 14    | 1     | 4       | 1     | 2  | 112    | 9e  |
| 2017    | MotoGP | Suzuki   | Team Suzuki Ecstar                   | 18    | 0     | 0       | 0     | 0  | 70     | 13e |
| 2018    | MotoGP | Suzuki   | Team Suzuki Ecstar                   | 18    | 0     | 4       | 0     | 0  | 133    | 10e |
| 2019    | MotoGP | Aprilia  | Aprilia Racing Team Gresini          | 17    | 0     | 0       | 0     | 0  | 43     | 16e |
| 2024    | MotoGP | Ducati   | Pertamina Enduro VR46 Racing Team    | 1     | 0     | 0       | 0     | 0  | 0      | 27e |
| Totaal  | Totaal | Totaal   | Totaal                               | 247   | 13    | 35      | 10    | 17 | 1567,5 |     |

#### Per klasse
| Klasse | Seizoenen       | 1e GP             | 1e podium       | 1e winst        | Races | Winst | Podiums | Poles | SR | Ptn    | Kampioen |
| ------ | --------------- | ----------------- | --------------- | --------------- | ----- | ----- | ------- | ----- | -- | ------ | -------- |
| 125cc  | 2005-2009       | Spanje 2005       | China 2008      | China 2008      | 77    | 4     | 5       | 3     | 1  | 292,5  | 0        |
| Moto2  | 2010-2012       | Qatar 2010        | Italië 2010     | Italië 2010     | 51    | 8     | 19      | 5     | 13 | 570    | 0        |
| MotoGP | 2013-2019, 2024 | Indianapolis 2009 | Aragón 2014     | Argentinië 2022 | 119   | 1     | 11      | 2     | 3  | 705    | 0        |
| Totaal | 2005-2019, 2024 | 2005-2019, 2024   | 2005-2019, 2024 | 2005-2019, 2024 | 247   | 13    | 35      | 10    | 17 | 1567,5 | 0        |

#### Races per jaar
(vetgedrukt betekent pole positie; cursief betekent snelste ronde)
| Jaar | Klasse | Motor    | 1       | 2       | 3       | 4       | 5       | 6       | 7       | 8       | 9       | 10      | 11      | 12      | 13      | 14      | 15      | 16      | 17      | 18      | 19      | 20  | Pos | Ptn   |
| ---- | ------ | -------- | ------- | ------- | ------- | ------- | ------- | ------- | ------- | ------- | ------- | ------- | ------- | ------- | ------- | ------- | ------- | ------- | ------- | ------- | ------- | --- | --- | ----- |
| 2005 | 125cc  | Aprilia  | SPA 21  | POR 26  | CHI 18  | FRA 23  | ITA 16  | CAT 11  | NED 26  | GBR DNF | DUI DNF | TSJ 11  | JPN 13  | MAL 18  | QAT 19  | AUS DNF | TUR 10  | VAL 15  |         |         |         |     | 20  | 20    |
| 2006 | 125cc  | Aprilia  | SPA 15  | QAT 13  | TUR 15  | CHI 13  | FRA 9   | ITA DSQ | CAT 17  | NED DNF | GBR 17  | DUI 24  | TSJ     | MAL DNF | AUS     | JPN     | POR     | VAL     |         |         |         |     | 22  | 15    |
| 2007 | 125cc  | Aprilia  | QAT 15  | SPA 12  | TUR 9   | CHI 11  | FRA DNF | ITA DNF | CAT 17  | GBR 15  | NED 20  | DUI 24  | TSJ DNF | SMR 14  | POR 18  | JPN 10  | AUS 20  | MAL 18  | VAL 20  |         |         |     | 20  | 26    |
| 2008 | 125cc  | Aprilia  | QAT 14  | SPA 18  | POR 11  | CHI 1   | FRA 5   | ITA 12  | CAT DNF | GBR DNF | NED 8   | DUI 11  | TSJ 9   | SMR 6   | INP DNF | JPN DNF | AUS 4   | MAL 10  | VAL 6   |         |         |     | 10  | 106   |
| 2009 | 125cc  | Aprilia  | QAT 1   | JPN 1   | SPA 19  | FRA 7   | ITA DNF | CAT 1   | NED 4   | DUI 7   | GBR DNF | TSJ 3   | INP DNF | SMR DNF | POR DNF | AUS 8   | MAL 8   | VAL DNF |         |         |         |     | 7   | 125,5 |
| 2010 | Moto2  | Speed Up | QAT 19  | SPA DNF | FRA 4   | ITA 1   | GBR 12  | NED 1   | CAT 13  | DUI 2   | TSJ 3   | INP 4   | SMR DNF | ARA 1   | JPN 13  | MAL 3   | AUS 3   | POR 21  | VAL 2   |         |         |     | 3   | 199   |
| 2011 | Moto2  | Suter    | QAT 2   | SPA 1   | POR 13  | FRA DNF | CAT 15  | GBR 16  | NED 12  | ITA 5   | DUI 14  | TSJ 1   | INP 11  | SMR 3   | ARA 2   | JPN 1   | AUS 8   | MAL 9   | VAL 11  |         |         |     | 3   | 177   |
| 2012 | Moto2  | Speed Up | QAT 2   | SPA 14  | POR 5   | FRA 4   | CAT 1   | GBR 4   | NED 2   | DUI 16  | ITA 1   | INP 9   | TSJ 4   | SMR 3   | ARA 4   | JPN 17  | MAL 5   | AUS DNF | VAL 11  |         |         |     | 3   | 194   |
| 2013 | MotoGP | Ducati   | QAT 9   | AME 10  | SPA DNF | FRA 11  | ITA 13  | CAT DNF | NED 13  | DUI DNS | VST     | INP 11  | TSJ 9   | GBR 11  | SMR DNF | ARA 10  | MAL DNF | AUS 8   | JPN 14  | VAL DNF |         |     | 12  | 57    |
| 2014 | MotoGP | Ducati   | QAT 10  | AME 7   | ARG 6   | SPA DNF | FRA DNF | ITA 7   | CAT 9   | NED 6   | DUI 5   | INP DNF | TSJ 5   | GBR 8   | SMR 5   | ARA DNF | JPN 6   | AUS DNF | MAL DNS | VAL 22  |         |     | 10  | 102   |
| 2015 | MotoGP | Ducati   | QAT 3   | AME 5   | ARG 4   | SPA 6   | FRA 5   | ITA 2   | CAT 4   | NED 4   | DUI 5   | INP 5   | TSJ 4   | GBR 8   | SMR 7   | ARA 4   | JPN DNF | AUS 3   | MAL DNF | VAL DNF |         |     | 5   | 188   |
| 2016 | MotoGP | Ducati   | QAT DNF | ARG DNF | AME 3   | SPA 7   | FRA DNF | ITA 3   | CAT DNF | NED 5   | DUI 5   | OOS 1   | TSJ 8   | GBR DNF | SMR DNS | ARA WD  | JPN     | AUS     | MAL DNF | VAL 3   |         |     | 9   | 112   |
| 2017 | MotoGP | Suzuki   | QAT DNF | ARG 16  | AME 7   | SPA DNF | FRA 10  | ITA 10  | CAT 16  | NED 9   | DUI DNF | TSJ 19  | OOS 11  | GBR DNF | SMR DNF | ARA 12  | JPN 4   | AUS 6   | MAL 17  | VAL 6   |         |     | 13  | 70    |
| 2018 | MotoGP | Suzuki   | QAT 9   | ARG 8   | AME 3   | SPA 3   | FRA DNF | ITA 4   | CAT 10  | NED 11  | DUI 12  | TSJ 10  | OOS 13  | GBR C   | SMR 8   | ARA 3   | THA 11  | JPN DNF | AUS 2   | MAL DNF | VAL DNF |     | 10  | 133   |
| 2019 | MotoGP | Aprilia  | QAT 14  | ARG 17  | AME 12  | SPA DNS | FRA DNF | ITA 15  | CAT 11  | NED 10  | DUI 13  | TSJ 17  | OOS 16  | GBR 10  | SMR DNS | ARA 11  | THA 15  | JPN DNF | AUS 6   | MAL DSQ | VAL DSQ |     | 16  | 43    |
| 2024 | MotoGP | Ducati   | QAT     | POR     | AME     | SPA     | FRA     | CAT     | ITA     | NED     | DUI     | GBR     | OOS     | ARA     | SMR     | EMI     | INA     | JPN     | AUS     | THA     | MAL 17  | SOL | 27  | 0     |